# Gymnophthalmidae
Famille
Les Gymnophthalmidae sont une famille de sauriens. La catégorie a été créée par Blasius Merrem en 1820.

## Répartition
Les espèces de cette famille se rencontrent en Amérique centrale et en Amérique du Sud.

## Description
Ce sont des reptiles atteignant au maximum une dizaine de centimètres de long, avec de petites pattes, quasiment atrophiées chez certaines espèces dans le genre Bachia voire absentes dans le genre Calyptommatus. Ce sont des animaux globalement diurnes, insectivores et ovipares, et quelques espèces sont parthénogeniques, dans le genre Gymnophthalmus en particulier.

## Liste des genres
Selon The Reptile Database (22 décembre 2015) :
- Alopoglossinae Pellegrino, Rodrigues, Yonenaga-Yassuda & Sites, 2001
  - Alopoglossus Boulenger, 1885
  - Ptychoglossus Boulenger, 1890
- Bachiinae Castoe, Doan & Parkinson, 2004
  - Bachia Gray, 1845
- Cercosaurinae Gray, 1838
  - Anadia Gray, 1845
  - Cercosaura Wagler, 1830
  - Echinosaura Boulenger, 1890
  - Euspondylus Tschudi, 1845
  - Macropholidus Noble, 1921
  - Neusticurus Duméril & Bibron, 1839
  - Petracola Doan & Castoe, 2005
  - Pholidobolus Peter, 1862
  - Placosoma Tschudi, 1847
  - Potamites Doan & Castoe, 2005
  - Proctoporus Tschudi, 1845
  - Riama Gray, 1858
  - Riolama Uzzell, 1973
  - Teuchocercus Fritts & Smith, 1969
- Ecpleopodinae Fitzinger, 1843
  - Amapasaurus Cunha, 1970
  - Anotosaura Amaral, 1933
  - Arthrosaura Boulenger, 1885
  - Colobosauroides da Cunha, Lima-Verde & Lima, 1991
  - Dryadosaura Rodrigues, Freire, Pellegrino & Sites, 2005
  - Ecpleopus Duméril & Bibron, 1839
  - Leposoma Spix, 1825
  - Marinussaurus Peloso, Pellegrino, Rodrigues & Avila-Pires, 2011
  - Pantepuisaurus Kok, 2009
- Gymnophthalminae Merrem, 1820
  - Acratosaura Rodrigues, Pellegrino, Dixo, Verdade, Pavan, Argolo & Sites, 2007
  - Alexandresaurus Rodrigues, Pellegrino, Dixo, Verdade, Pavan, Argolo & Sites, 2007
  - Calyptommatus Rodrigues, 1991
  - Caparaonia Rodrigues, Cassimiro, Pavan, Curcio, Verdade & Machado Pellegrino, 2009
  - Colobodactylus Amaral, 1933
  - Colobosaura Boulenger, 1887
  - Gymnophthalmus Merrem, 1820
  - Heterodactylus Spix, 1825
  - Iphisa Gray, 1851
  - Micrablepharus Boettger 1885
  - Nothobachia Rodrigues, 1984
  - Procellosaurinus Rodrigues, 1991
  - Psilophthalmus Rodrigues, 1991
  - Rondonops Colli, Hoogmoed, Cannatella, Cassimiro, Gomes, Ghellere, Sales-Nunes, Pellegrino, Salerno, Marques De Souza & Rodrigues, 2015
  - Scriptosaura Trefaut Rodrigues & dos Santos, 2008
  - Stenolepis Boulenger, 1888
  - Tretioscincus Cope, 1862
  - Vanzosaura Rodrigues, 1991
- Rhachisaurinae Pellegrino, Rodrigues, Yonenaga-Yassuda & Sites, 2001
  - Rhachisaurus Pellegrino, Rodrigues, Yonenaga-Yassuda & Sites, 2001
- sous-famille indéterminée
  - Adercosaurus Myers & Donnelly, 2001
  - Kaieteurosaurus Kok, 2005

## Taxinomie et phylogénie
Cette famille était considérée comme une sous-famille de la famille des Teiidae, sous le nom des Gymnophthalminae. Elle avait été divisée en cinq sous-familles, certaines divisées en tribus.

## Publication originale
- Merrem, 1820 : Versuch eines Systems der Amphibien I (Tentamen Systematis Amphibiorum). J. C. Krieger, Marburg, p. 1-191 (texte intégral).